# Městský dům kultury Petra Bezruče
Městský dům kultury Petra Bezruče je budova stojící v centru Opavy, která byla původně vystavěna pro potřeby Hospodářské komory. Dnes patří objekt městu a je využíván Knihovnou Petra Bezruče, Okresní hospodářskou komorou, jako městský obřadní sál při svatbách, vítání občánků nebo jako koncertní sál. Je chráněn jako kulturní památka, v roce 2017 byl prohlášen národní kulturní památkou České republiky.

## Historie
Budovu dnešního kulturního domu navrhl vídeňský architekt Leopold Bauer, který s tímto projektem vyhrál soutěž, vyhlášenou tehdejší Opavskou obchodní a živnostenskou komorou. Stavba budovy probíhala v letech 1908-1910. Svému původnímu účelu sloužil dům do roku 1949, kdy se z něj po znárodnění stal Dům osvěty Petra Bezruče. V 80. letech byl přejmenován na Dům kultury Petra Bezruče.
Počátkem 21. století proběhla třífázová stavební a restaurátorská obnova budovy.

## Popis budovy

### Výzdoba
Dominantou interiéru budovy je masivní mramorové dvoukřídlé schodiště do prvního patra. V hlavním sále budovy se nacházejí vitráže zobrazující ženy jako symboly řemesel ve Slezsku. Tyto vitráže jsou dílem slezského výtvarníka Adolfa Zdrazily. Další slezský umělec – sochař Josef Obeth je autorem čtyř plastik nad hlavním vchodem do budovy a šestnácti kamenných reliéfů na fasádě. Autorem štukové výzdoby je Adolf Kohler. Bohatě zdobené vstupní dveře jsou vyrobeny podle návrhu Leopolda Bauera a figurální motiv na nich je dílo vídeňského sochaře Gustava Gurschnera. Bauer je také autorem všech svítidel, kování, ozdobných mříží a dokonce parkové úpravy okolí budovy.

### Varhany
V obřadním sále Kulturního domu se nacházejí varhany, vyrobené firmou Rieger Klos v roce 1978. Nástroj je typickou ukázkou koncertního nástroje koncepce firmy Rieger. Na varhanách lze zahrát širokou škálu hudebních žánrů z různých období. Uspořádání stolu a způsob ovládání je téměř totožný s nástrojem v konkatedrále Nanebevzetí Panny Marie.